# Otelo Saraiva de Carvalho
Otelo Nuno Romão Saraiva de Carvalho (Lourenço Marques, avui Maputo, Moçambic, 31 d'agost de 1936 - Lisboa, 25 de juliol de 2021) va ser un militar portuguès i l'estrateg principal de la Revolució dels Clavells que va enderrocar pacíficament l'Estat Nou, la dictadura feixista portuguesa més antiga d'Europa, i va garantir el dret d'autodeterminació de les colònies africanes.

## Biografia
Tinent coronel d'infanteria i veterà de la Guerra de la Independència d'Angola, va dissenyar i va dirigir les operacions militars que van voltar la Caserna do Carmo, on es trobava el primer ministre Marcello Caetano i la rendició va dictar l'èxit de l'aixecament.
Va formar part de la Junta de Salvació Nacional que va governar el país després de la Revolució d'Abril. Pels seus mèrits com a cap de l'ocupació militar de Lisboa, va ser designat cap del comando d'Operacions Continentals (COPCON), força armada especial de l'exèrcit portuguès destinada a reprimir els conats contrarevolucionaris. De fet, ell mateix havia escollit personalment «Grândola, vila morena», cançó prohibida pel règim d'Oliveira Salazar i Caetano, com a contrasenya de l'inici definitiu de la insurrecció conjunta del 25 d'abril.
El COPCON va ser l'encarregat de frustrar la temptativa de cop d'estat d'António de Spínola, militar de dreta contrari a les derivacions marxistes i anticapitalistes a què semblava abocat el procés revolucionari lusità en aquells moments. Les masses entusiastes de la seva figura i procedir en aquells esdeveniments ascendeixen Saraiva, oficiosament, a brigadier general, nomenament que no serà acceptat pels reformistes d'António Ramalho Eanes després de la fi del Verão quente («Estiu calent») de 1975.
Davant del desconcert dels governants provisionals de Portugal pel setge popular a l'Assemblea de la República Portuguesa, Saraiva va declarar públicament les seves intencions programàtiques: era partidari d'un model de democràcia directa i participativa, que el poder es trobés en les mans d'assemblees populars, sota l'avantguarda d'obrers i camperols. El model va ser qualificat per alguns d'«anarcopopulista».
El 26 de juliol de 1975, Saraiva de Carvalho va ser homenatjat per Fidel Castro en persona. El president cubà considerava el carismàtic cap militar «un heroi de la revolució portuguesa contra el feixisme, l'imperialisme i la reacció», i així l'hi ho va fer constar en la seva presència. Nognsmenys, l'auditori cubà, enfervorit, va corejar: «Cuba, Portugal, units venceran», perquè estaven convençuts que en el petit país ibèric triomfaria una revolució socialista.
Saraiva de Carvalho, anteriorment acusat de ser titella dels socialistes o dels comunistes segons l'ocasió, va dirigir algunes operacions particularment polèmiques durant el Verão quente de 1975, període d'extraordinària efervescència en què reaparegueren les disputes internes en el si de l'esquerra (socialistes de Mário Soares, comunistes d'Álvaro Cunhal, i maoistes). Una d'aquestes va ser el setge popular al Parlament, per vaguistes del sector de la construcció amb suport del Partit Comunista, en què es van tallar els proveïments de queviures als diputats constituents reclosos. Saraiva aglutinà les disperses forces d'extrema esquerra de la nació, algunes de les quals havien exercitat la lluita armada contra el dictador António de Oliveira Salazar i l'adhesió de Portugal a l'OTAN.
Es presentà dues vegades a les eleccions presidencials. A les primeres eleccions democràtiques, les del 1976, va quedar en el segon lloc, amb gairebé un 17% de vots. A les segones, el 1980, baixà a l'1,5%. Sempre va defensar una república dels treballadors d'inspiració socialista.
L'any 1984 fou detingut i sotmès a un processament judicial molt fosc i manipulat, acusat de ser l'autor intel·lectual dels atemptats de l'organització armada d'extrema esquerra Forces Populars 25 d'abril (FP-25). Saraiva sempre ho va negar i va denunciar que eren maniobres del Partit Comunista contra ell. El 1987 va ser condemnat a divuit anys de presó, dels quals en va complir cinc al Fort of São Bruno de Caixas, al municipi d'Oeiras. Mário Soares li concedí l'amnistia l'any 1996, però Saraiva mai no la va acceptar formalment.